# Roman Kopine
Roman Valentinovitch Kopine (en russe : Роман Валентинович Копин), né le 5 mars 1974 à Kostroma, est un homme politique et homme d'affaires russe. Il est le gouverneur du district autonome de Tchoukotka de 2008 à 2023.

## Biographie
Roman Kopine est diplômé de l'académie de droit et de science politique de Volgo Viatskaïa.

### Carrière politique
En 1994, Roman Kopine commence sa carrière politique en tant que directeur adjoint du Centre régional de Nijni Novgorod pour les initiatives de jeunes. En 1995, il est inspecteur dans le département juridique. Il devient ensuite le chef d'un groupe à Kostroma qui traite de questions concernant la violation des lois sur les douanes. En 1998, Kopine travaille dans la succursale de la banque SBS-Agro à Kostroma. En 1999, Roman Kopine est nommé conseiller d'Alexandre Nazarov, qui est alors le gouverneur de Tchoukotka. Roman Kopine est également conseiller du successeur de Nazarov, Roman Abramovich. En décembre 2001, il est choisi pour devenir président du raïon de Tchaoun dans le district autonome de Tchoukotka. Deux ans plus tard, en décembre 2003, il est nommé dirigeant du district de Bilibino.
En avril 2008, il est désigné pour être le vice-gouverneur de Tchoukotka et directeur du département de politique industrielle et agricole de la région.

### Gouverneur de Tchoukotka

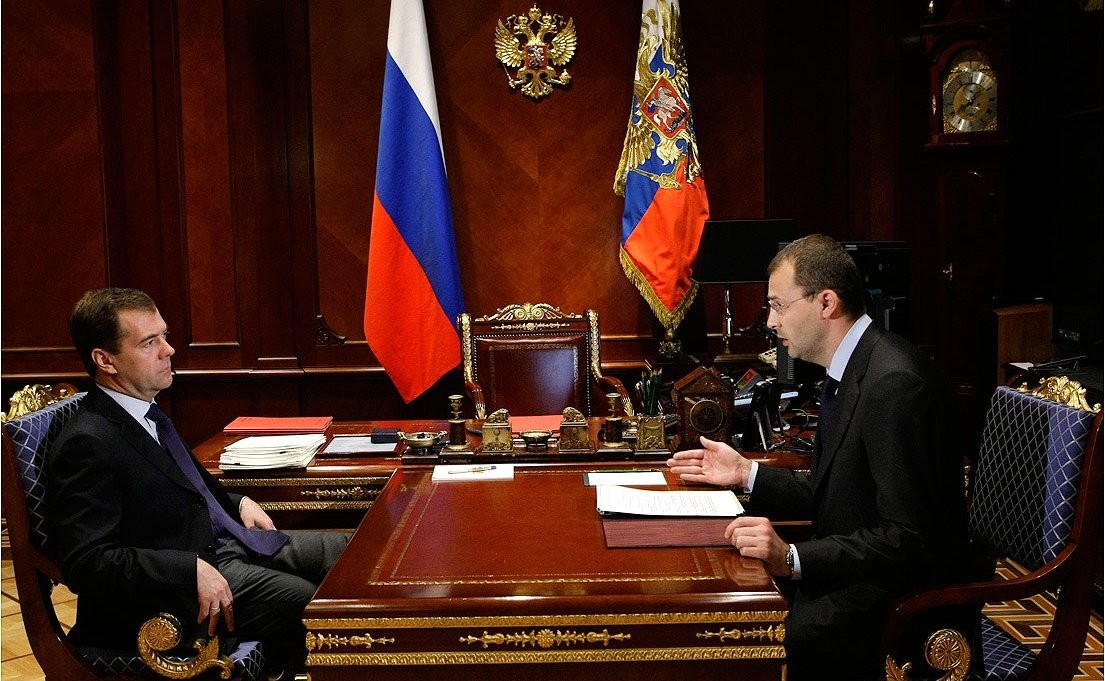
Roman Kopine et Dimitri Medvedev en 2010

Roman Kopine devient gouverneur par intérim le 3 juillet 2008, lorsque Roman Abramovitch, qui était alors gouverneur de la région, démissionne. Le 11 juillet, le président russe Dmitri Medvedev choisit Kopine comme nouveau gouverneur. Le 13 juillet, les députés de la Douma votent à l'unanimité en faveur de Roman Kopine comme nouveau gouverneur de Tchoukotka. Il est officiellement investi à Anadyr le 24 juillet.  
En 2015, il s'entretient à nouveau avec le président russe Vladimir Poutine sur les facteurs de croissance importants dont bénéficie la région grâce à l'extraction de pétrole. Il annonce également rester à son poste de gouverneur jusqu'à la fin de son mandat. En octobre 2018, il est réélu gouverneur de Tchoukotka.

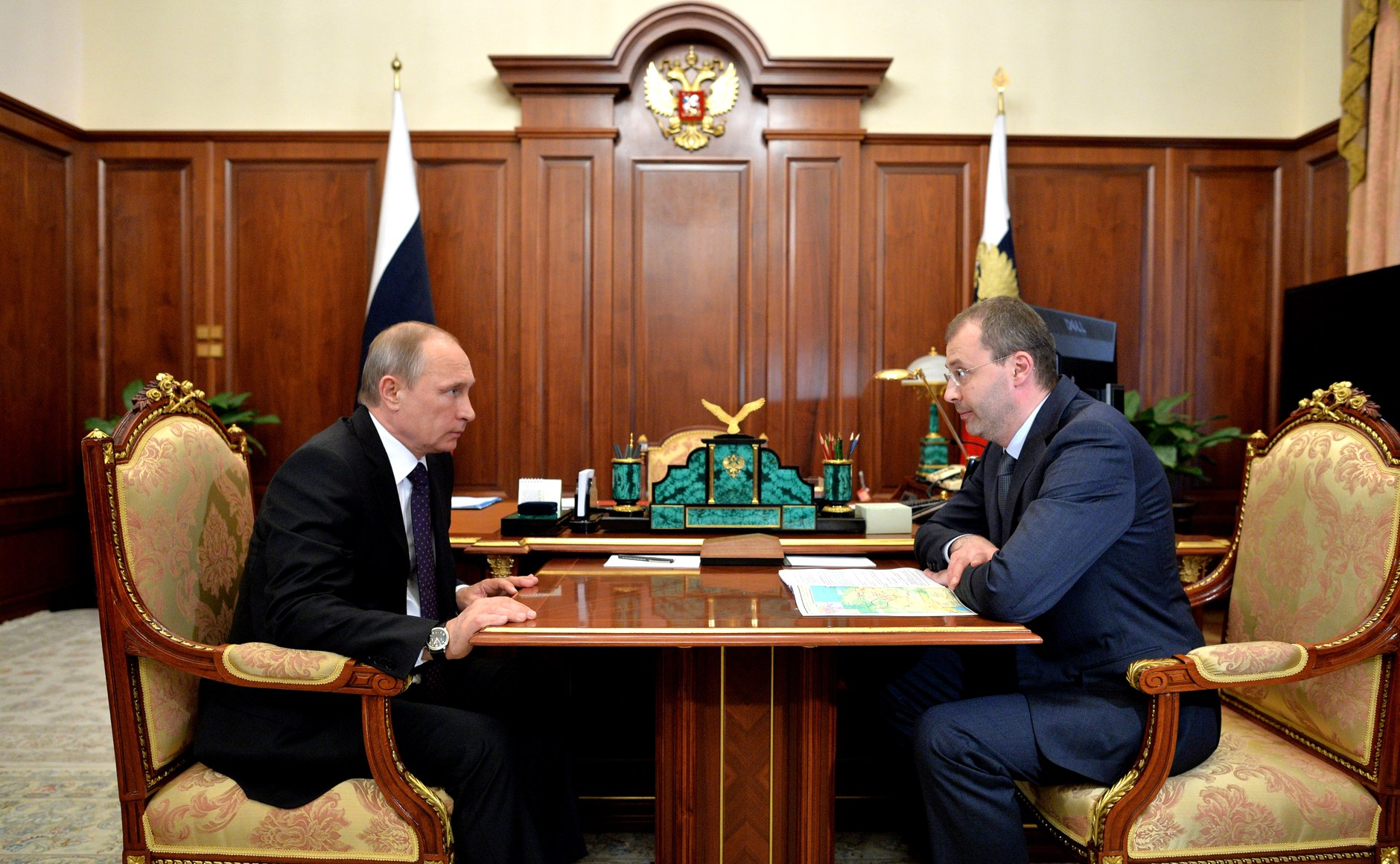
Roman Kopine et Vadimir Poutine en 2015.

Le 15 mars 2023, il est mis fin sur sa demande à ses fonctions par le président Vladimir Poutine qui nomme Vladislav Kouznetsov gouverneur par intérim.

## Vie privée
Roman Kopine est marié et est le père de deux enfants, un fils et une fille.

## Fortune
En 2010, il possède une fortune personnelle estimée à 1 milliard de dollars. Cette fortune est principalement issue des diverses participations qu'il détient dans plusieurs sociétés russes notamment gazières et pétrolières. Il a en effet de nombreuses participations dans le géant du gaz Gazprom neft qui est dirigé par Roman Abramovitch, qui fut son prédécesseur à la tête de la région de Tchoukotka.
En 2015, sa fortune personnelle est estimée à 1,5 milliard de dollars[réf. nécessaire].

## Distinction
- Il est titulaire de la médaille de l'ordre de l'Honneur, accordée par décret présidentiel en 2014[3].